# A.X.L.
A.X.L., nome artístico de Axel Alberigi, (Jacareí, 17 de Outubro de 1990) é um cantor, e compositor de rap brasileiro. Iniciou sua carreira no ano de 2004 como membro do grupo Incognitivos.Suas letras que abordam sentimentos e conflitos de personalidade. A.X.L. já trabalhou com vários outros artistas que se destaca no cenario do rap brasileiro como, Projota, Rashid, Emicida, MV Bill, Flora Matos, Kamau e Rael da Rima.

## Biografia

### Carreira
Iniciou a carreira participando de diversos eventos no Rio de Janeiro em 2006 do prêmio 'Hutúz', fazendo apresentação no Palco-Alternativo do maior festival de Hip-Hop da América Latina.
Em 2008, já em carreira solo, lançou o EP intitulado "Curta Metragem", ao lado de Emicida concretizaram uma enorme festa, o lançamento do EP foi no dia 22 de novembro daquele ano.
O EP criou expectativa nacional em torno de seu trabalho, colocando seu nome em destaque entre as grandes do cenário musical. Já o ano de 2009 foi marcado pelo lançamento do single "Uma Lágrima",  junto a uma promoção de Remix, no qual o vencedor foi o produtor André Laudz, de Curitiba. O Single de transição aumentou a procura de shows e a expectativa sobre seu próximo trabalho. Fundador e idealizador das batalhas de freestyle "Rua do Flow", festa com visibilidade e proporção nacional que leva o título de maior festa de Rap do Vale do Paraíba. Agora está com seu mais novo trabalho , o álbum "Caos Pessoal" com 10.000 mil cópias vendidas, lançada pela Laboratório Fantasma.
O rapper A.X.L. em 2012 lança o videoclipe de sua canção “Não Mano (Remix)”. O vídeo conta com a participação de Flora Matos e MV Bill. a música foi gravada no estúdio da Casa 1. O videoclipe foi dirigido e editado pelo produtor Bruno Cons.
A faixa "Não, Mano", que originalmente integra o disco "Quando é Preciso Voltar", de AXL, ganhou uma nova versão com a adesão das vozes de Flora Matos e MV Bill, além dos scratchs de DJ Sleep. A música foi divulgada com um clipe que mostra imagens dos rappers gravando a parceria no estúdio.

## Discografia

### Álbuns
- "Curta Metragem" (2008)
- "Caos Pessoal" (2010)
- "Quando é Preciso Voltar" (2011)
- "A Vida de Axel Alberigi: Antes de Tudo" (2014)
- "A Vida de Axel Alberigi, Parte II: Tudo de Novo" (2020)

### Singles
- ""O Mundo Em Mim, Se Encontrar""
- "É Nóiz (part. Projota, Kamau, Rashid & Mattenie)
- "Não, Mano! (part. Flora Matos & MV Bill)
- "Preciso Voltar (part. Rael da Rima)
- "Ela Ainda me Faz"[15]
- "Herança Verde Escuro"